# 미란돌라 공국
미란돌라 공국(이탈리아어: Ducato della Mirandola)은 미란돌라를 중심으로 1310년에서 1710년까지 존재했던 이탈리아의 국가이며, 피코 가문이 통치했다.

## 역사
피코 가문은 11세기 토스카나의 마틸데의 봉신 중 한 명으로 알려진 귀족가문이다. 다음 세기에서 가문 출신들은 1311년까지 모데나와 레조에밀리아의 포데스타들이였으며, 프란체스코 피코(Francesco Pico)는 에스테 가문을 상대로 싸웠던 전쟁에서 도와준 대가로 하인리히 7세 황제에게서 콰란톨리와 산포시도니오의 영지를 받았다. 1353년에 파올로 피코(Paolo Pico)는 레조 주교로부터 산마르티노스피노 영지를 얻었으며, 다음 해에 카를 4세 황제는 미란돌라가 황제의 직접적인 종주권에 놓이게 되자, 주교의 지배에서 가문을 자유롭게 해주었다.
1432년에 조반니 피코(Giovanni Pico)는 지기스문트 황제에게서 콘코르디아 백작 칭호를 받았다. 미란돌라는 극도로 요새화된 곳이였으며, 이탈리아 전쟁 동안에 미란돌라는 프랑스와 동맹이였고 직접 성벽 공격을 했었던 교황 율리오 2세(1510–1511)와 교황 율리오 3세(1551–1552) 지휘하의 교황청 군대에게 두 차례 포위를 받기도 했었다. 두 번째 포위전 때, 미란돌라의 요새는 루도비코 피코(Ludovico Pico)와 피에트로 스트로치 지휘하에서 성공적으로 방어에 성공했었다. 제국의 우산권에서 벗어난 후인 1597년에 미란돌라는 도시 지위를 얻었고 피코 가문원들은 미란돌라 대공과 콘코르디아 후작 작위를 얻었다. 1617년에 알레산드로 1세(Alessandro I)가 마침내 공작으로 선언되었다.
르네상스 시절의 주요 경제 활동은 축산업, 농업이였으며, 17세기부터를 시작으로 비단 의류도 포함되었다. 하지만 공국은 제국의 위협과 이 근방에서 발생하는 여러 군사 활동으로 피해를 받았으며, 1630년에는 제국군이 미란돌라를 파괴했었다.
마지막 통치자인 프란체스코 마리아 피코(Francesco Maria Pico)는 프랑스에 미란돌라를 억지로 넘기려고 했다가 반역죄로 체포되었다. 미란돌라 공국은 175,000 도블론에 구입되어 에스테 가문 하의 모데나 공국이 획득하였다.

## 통치자 목록

### 미란돌라 군주
1. 1311 - 1311: 프란체스코 1세

### 미란돌라와 콘코르디아의 군주
1. 1354 - 1399: 프란체스코 2세
2. 1399 - 1429: 프란체스코 3세, 조반니 1세, 아이아체 피코(Aiace Pico)
3. 1429 - 1432: 프란체스코 3세, 조반니 1세

### 미란돌라 군주이자 콘코르디아 백작
1. 1432 - 1451: 프란체스코 3세, 조반니 1세
2. 1451 - 1461: 프란체스코 3세
3. 1461 - 1467: 잔프란체스코 1세
4. 1467 - 1499: 갈레오토 1세 (철학자 조반니 피코 델라 미란돌라의 형제)
5. 1499 - 1502: 잔프란체스코 2세
6. 1502 - 1504: 페데리코 1세, 루도비코 1세
7. 1504 - 1509: 루도비코 1세
8. 1509 - 1511: 갈레오토 2세
9. 1511 - 1511: 잔프란체스코 2세
10. 1514 - 1533: 갈레오토 2세

### 미란돌라와 콘코르디아 백작
1. 1533 - 1550: 갈레오토 2세
2. 1550 - 1558: 루도비코 2세
3. 1568 - 1592: 갈레오토 3세
4. 1592 - 1596: 페데리코 2세

### 미란돌라 대공과 콘코르디아 후작
1. 1596 - 1602: 페데리코 2세
2. 1602 - 1619: 알레산드로 1세

### 미란돌라 공작과 콘코르디아 후작
1. 1619 - 1637: 알레산드로 1세
2. 1637 - 1691: 알레산드로 2세
3. 1691 - 1708: 프란체스코 마리아